# Gambia
Il Gambia (AFI: /ˈɡambja/), ufficialmente Repubblica del Gambia o  Repubblica della Gambia (in inglese Republic of The Gambia), è uno Stato dell'Africa occidentale.
È completamente circondato dal Senegal, a eccezione del punto in cui il fiume Gambia sfocia nell'Oceano Atlantico.
Il Gambia è il più piccolo Stato dell'Africa continentale.
Nel 1965 ottenne l'indipendenza dall'Impero britannico. La sua capitale è Banjul, ma i maggiori agglomerati urbani sono Serekunda e Brikama.
Il Gambia ha le sue radici storiche, come molte altre nazioni dell'Africa occidentale, nel commercio degli schiavi. Era infatti questa la ragione che spinse prima i portoghesi, e poi gli inglesi, ad avere una colonia sul fiume Gambia. Dall'indipendenza, ottenuta nel 1965, il Gambia ha goduto di una relativa stabilità politica, a eccezione del periodo di governo militare dopo il colpo di stato del 1994 che ha visto come presidente Yahya Jammeh.
Grazie alla terra fertile, l'economia del paese è basata sull'agricoltura, ma hanno rilevanza anche la pesca e il turismo. Circa un terzo della popolazione vive al di sotto della soglia di povertà internazionale di 1,25 dollari al giorno.

## Storia

### Epoca pre-coloniale
Le prime testimonianze scritte sul Gambia sono a opera dei commercianti arabi e risalgono al IX e X secolo. Nel corso del X secolo, mercanti e studiosi musulmani stabilirono comunità in diversi centri commerciali dell'Africa occidentale. Entrambi i gruppi stabilirono rotte commerciali trans-sahariane, portando a un grande commercio di schiavi, oro, avorio (esportazioni) e manufatti (le importazioni).
Nei secoli XI e XII i sovrani dei vari regni (i più importanti erano il Takrur, una monarchia a sud del fiume Senegal, l'antico Ghana e il Gao) si convertirono all'Islam e scelsero come funzionari i musulmani che sapevano leggere e scrivere in lingua araba. All'inizio del XIV secolo la maggior parte di ciò che viene chiamato Gambia faceva parte dell'Impero Mali. I portoghesi raggiunsero questa zona dal mare verso la metà del XV secolo e vi stabilirono una base per il commercio internazionale.

### Epoca coloniale
Nel 1588 il pretendente al trono portoghese, António, Priore di Crato, vendette i diritti di commercio sul fiume Gambia a mercanti inglesi. Lettere patenti dalla regina Elisabetta I confermano la concessione. Nel 1618, re Giacomo I d'Inghilterra concesse una Carta a una società inglese per il commercio con il Gambia e la Costa d'Oro (in seguito Ghana). Tra il 1651 e il 1661 alcune zone del Gambia furono acquistate dal principe Jacob Kettler e passarono quindi sotto il dominio della Curlandia.

### Indipendenza
Il Gambia ha ottenuto l'indipendenza dal Regno Unito il 18 febbraio 1965 ed è stato membro del Commonwealth britannico fino al 2 ottobre 2013, quando l'allora presidente Yahya Jammeh ritirò il paese dall'organizzazione.

### Oggi
Dopo le elezioni del 1º dicembre 2016, la commissione elettorale dichiarò vincitore delle presidenziali Adama Barrow. Data la sua sconfitta elettorale, Jammeh, al potere da 22 anni, in un primo momento espresse l'intenzione di ritirarsi, per poi dichiarare nulli i risultati con la richiesta di una ulteriore votazione ma innescando così la crisi istituzionale che portò all'invasione del Gambia da parte di una coalizione a guida ECOWAS. Il 20 gennaio 2017 Jammeh annunciò ancora una volta il suo ritiro e due giorni dopo fuggì in Camerun, portando con sé ingenti risorse finanziarie sottratte al patrimonio Statale del proprio Paese.
Il 14 febbraio 2017 il Gambia ha iniziato le procedure per la riammissione nel Commonwealth e ha formalmente presentato la domanda di riunione al Segretario Generale Patricia Scotland il 22 gennaio 2018. Boris Johnson, primo Segretario di Stato per gli affari esteri e del Commonwealth a visitare il Gambia dall'indipendenza del 1965, ha annunciato che il governo britannico dava il suo benestare al ritorno del Gambia nel Commonwealth.

## Geografia

### Morfologia
Il Gambia è il più piccolo paese dell'Africa continentale e culturalmente può essere considerato una enclave anglofona all'interno del Senegal francofono, ma non può essere definito una enclave in senso stretto, poiché il breve tratto di costa atlantica impedisce al Senegal di circondarne integralmente il territorio. Di forma stretta e allungata, il Gambia ricalca il corso del fiume omonimo. La superficie del paese è pari a 11295 km², con un'ampiezza massima del territorio dello Stato (in senso latitudinale) non superiore ai 48 km. Si trova tra le latitudini 13 ° e 14 ° N e longitudine 13 ° e 17 ° W. Circa 1300 km² di superficie del Gambia è coperta da acqua. In termini comparativi il Gambia ha una superficie totale che è leggermente inferiore a quella del Trentino-Alto Adige e di poco superiore a quella dell'Abruzzo. Il lato occidentale del paese affaccia sull'oceano Atlantico settentrionale con 80 km di costa.
I suoi attuali confini furono definiti nel 1889, con un accordo tra il Regno Unito e Francia. Durante i negoziati a Parigi, i francesi inizialmente riconobbero ai britannici circa 320 km del fiume Gambia da controllare. Tuttavia, a partire dal posizionamento dei marcatori di confine nel 1891, ci vollero quasi quindici anni per determinare i confini definitivi del Gambia. La serie risultante di linee rette e archi sancirono il controllo britannico su un'area ampia circa 16 km a nord e a sud del fiume Gambia.

### Idrografia
Lo stato è bagnato dall'oceano Atlantico a ovest, dove sfocia il solo fiume da cui è attraversato: il Gambia, che nasce nel massiccio del Fouta-Djallon (Guinea).

### Clima
Il clima del Gambia è tropicale. Durante il periodo da giugno a novembre, c'è un periodo di tempo caldo e una stagione molto piovosa. Da novembre fino a maggio si ha una stagione secca, caratterizzata da temperature fresche. Il clima in Gambia è analogo a quello del vicino Senegal, del Mali meridionale e della parte settentrionale del Benin.

## Popolazione

### Demografia
Stando al censimento del 1993, il 63% dei gambiani vive in villaggi rurali, sebbene risulti consistente il flusso di giovani che si trasferiscono nella capitale in cerca di un'istruzione o di un lavoro. Il nuovo censimento del 2003 ha dimostrato come la distanza percentuale tra la popolazione rurale e quella urbana stia diminuendo (questo, comunque, anche a causa del fatto che diverse aree, ormai inurbate, sono state dichiarate urbane).
Nonostante l'emigrazione verso la città, i progetti di sviluppo e la modernizzazione del paese stiano determinando una occidentalizzazione degli stili di vita e dei valori, rimangono comunque forti nella vita quotidiana gli aspetti legati alla tradizione (quali, per esempio, il concetto di famiglia allargata e gli abiti e le cerimonie locali).
Il 40% della popolazione ha meno di 14 anni e il 60% meno di 25.

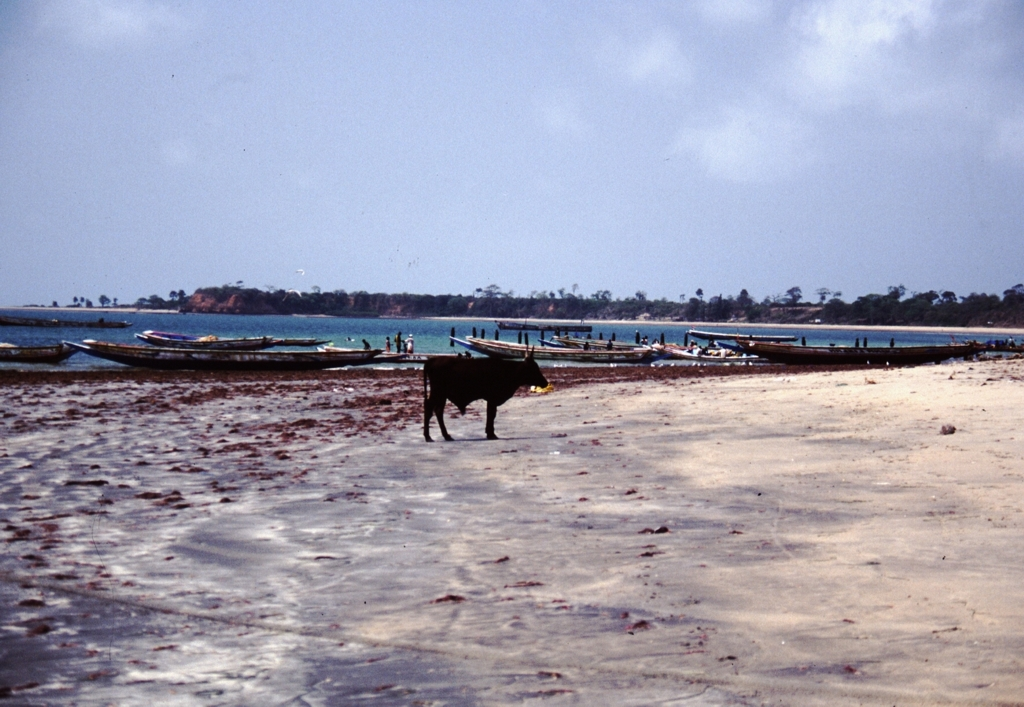
Una spiaggia in Gambia
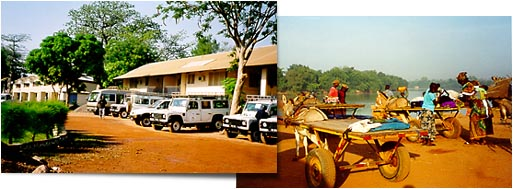
Vita in Gambia
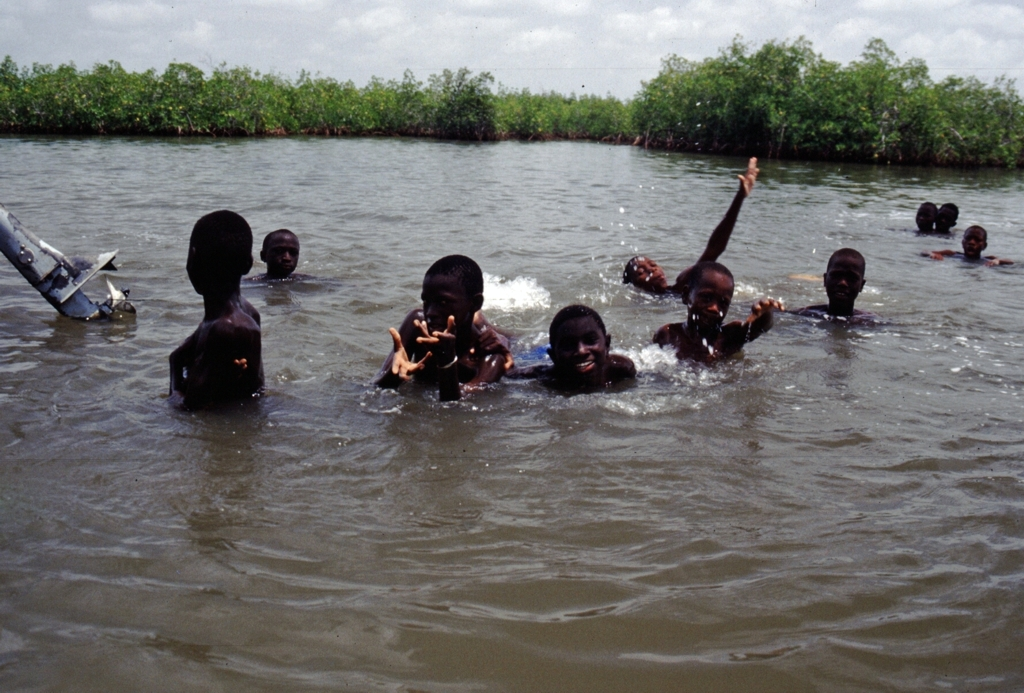
Alcuni ragazzi nuotano presso Lamin Lodge
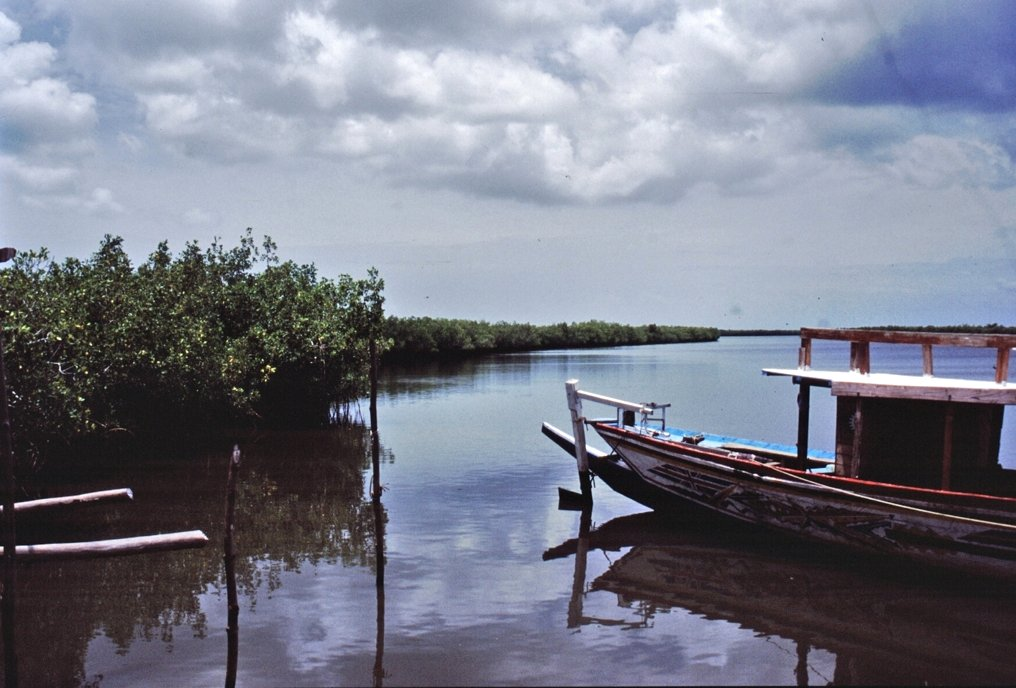
Il fiume Gambia
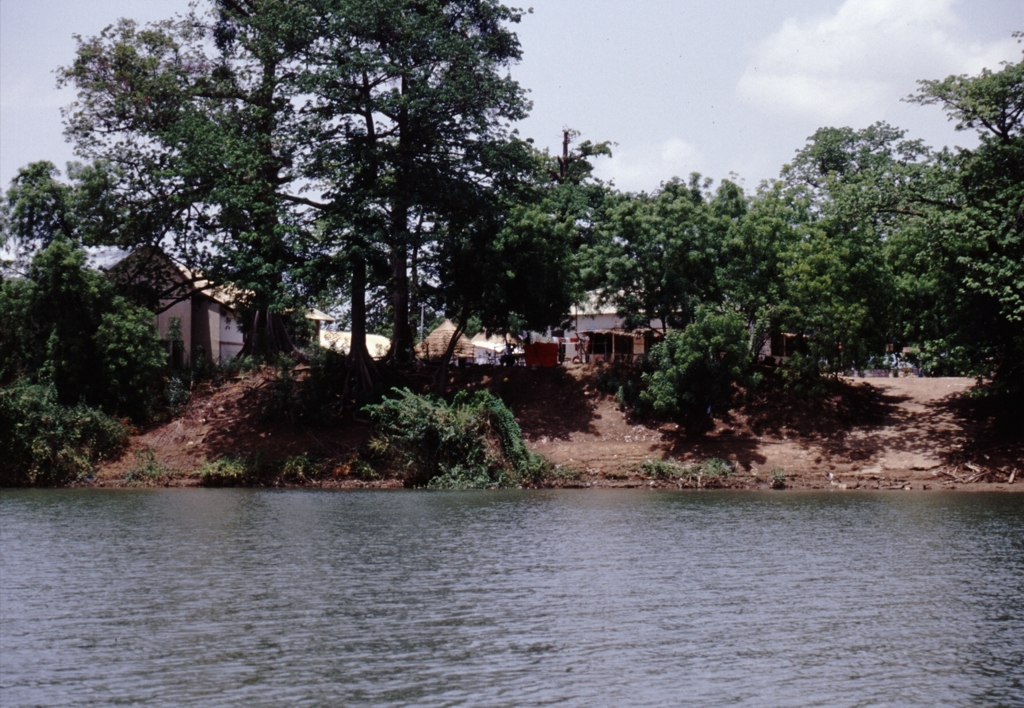
Abitazioni lungo il fiume
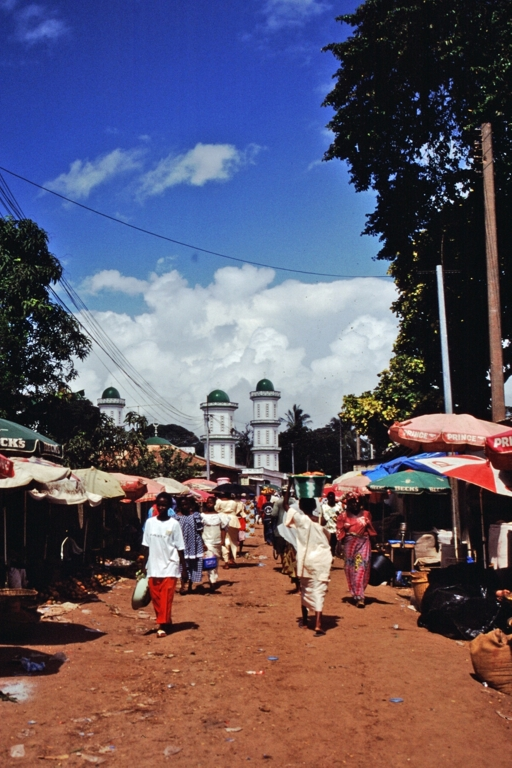
Un mercato
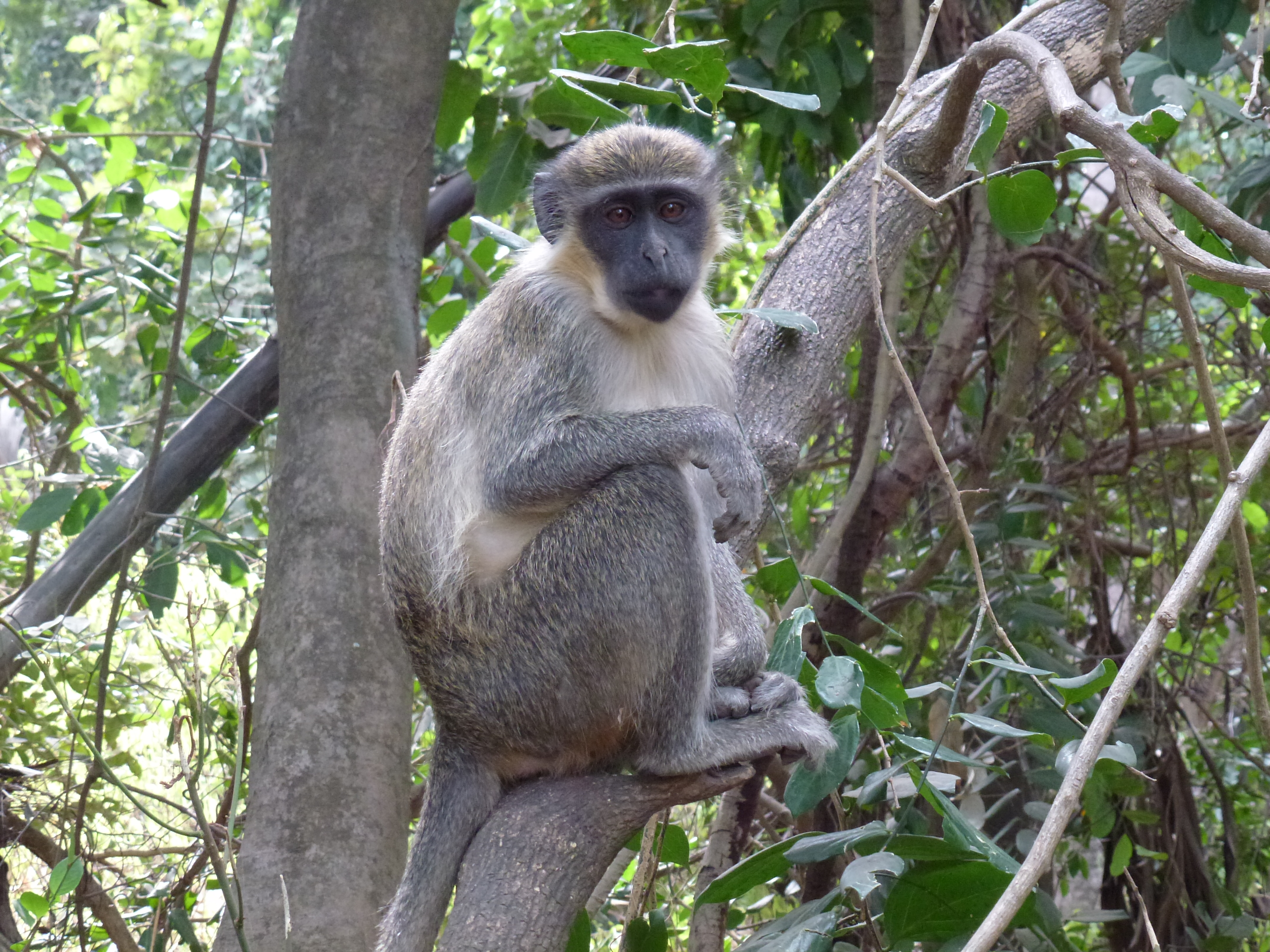
Scimmia su un albero del Bijilo National Park

### Etnie
Il paese è abitato da una grande varietà di gruppi etnici. I contrasti intertribali sono comunque rari, con ogni gruppo che cerca di conservare la propria lingua e le proprie tradizioni.
Il gruppo etnico più consistente è rappresentato dai mandingo (34% della popolazione), seguono i fula (24,1%), i wolof (14,8%), i jola (10,8%), i Sarakollé (8,2%), i serere (3,1%), i manjago (1,9%), i bambara (1,3%) e gli aku (0,9%). Nel paese risiedono infine circa 3 500 stranieri, fra cui europei e libanesi.

### Religioni

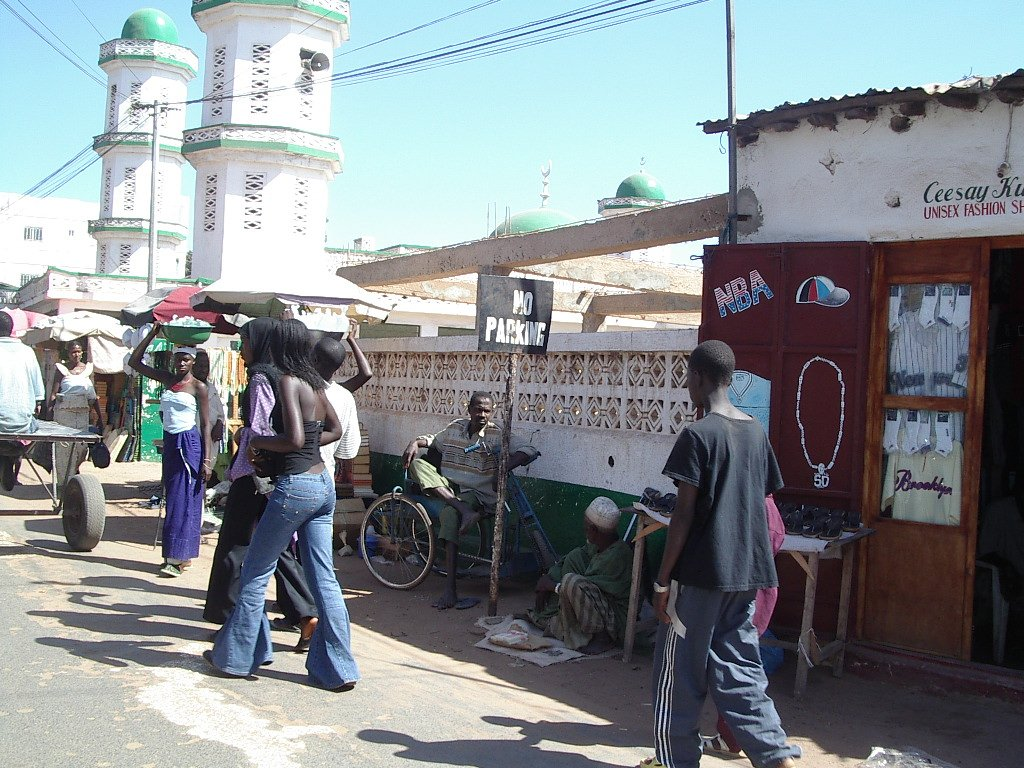
Una moschea a Serekunda

L'Islam è praticato da più del 90% della popolazione, il resto sono cristiani di varie denominazioni. Nel paese vige una grande tolleranza fra le due religioni, le cui festività principali sono riconosciute ufficialmente. I rapporti sono i seguenti: musulmani 94%, cristiani 4%, animisti 1%.

### Lingue
Come molti paesi dell'Africa subsahariana, in Gambia si parlano molte lingue africane: alcune sono confinate in zone più o meno limitate, altre lingue sono diffuse e svolgono il ruolo di lingue franche. I dati disponibili indicano come lingue più diffuse il mandinko (38,3%), il wolof (17,9%), il fulo (14%) e altre 15 lingue, ognuna inferiore al 10% dei parlanti.

Ex colonia britannica, il Gambia adotta l'inglese come lingua ufficiale. Il paese è però uscito dal Commonwealth delle nazioni nel 2013, e nel 2014 l'allora dittatore Yahya Jammeh ha ufficialmente ordinato l'eliminazione dell'inglese e l'adozione dell'arabo come lingua ufficiale tanto negli organismi statali quanto nell'intero ciclo dell'istruzione pubblica.

Tuttavia la scelta dell'arabo contrastava in parte con la ragione ufficiale per cui l'allora presidente gambiano, Yahya Jammeh, aveva eliminato l'inglese come lingua ufficiale:
(Yahya Jammeh, 2014)
Infatti l'arabo non è la lingua madre di nessuna delle etnie gambiane. Questa poteva quindi essere considerata come una mossa dai forti risvolti politici:
1. per avvicinare il Gambia ai paesi arabi alleati: molti settori nevralgici dell'economia godono di consistenti investimenti dal Libano, dalla Giordania e, prima della guerra civile iniziata nel 2011, dalla Siria;
2. per rafforzare il legame del paese con l'Islam, praticato da oltre il 90% dei gambiani, essendo il Corano scritto in arabo ed essendo l'arabo la lingua delle principali autorità religiose musulmane.

## Ordinamento dello Stato
Potere esecutivo
Secondo la costituzione del 1997 il presidente è il capo dello stato, il capo del governo, il comandante in capo delle forze armate e ha il ruolo di ministro della difesa.
Il presidente nomina il suo vice e i ministri e con loro forma il gabinetto di governo che detiene il potere esecutivo.
Il presidente inoltre nomina 5 membri del parlamento, i giudici delle corti superiori, i governatori delle regioni, i capi distretto (detti Seyfo), il presidente e i membri della Public Service Commission, il difensore civico e il capo e i membri della commissione elettorale.
Il presidente è eletto a maggioranza dai cittadini ogni 5 anni. La costituzione non prevede un limite al numero dei mandati.
Potere legislativo
Le leggi vanno votate in parlamento ma richiedono l'approvazione del presidente che ha il diritto di veto e può rimandarle indietro al parlamento.
Il parlamento, chiamato National Assembly, è a camera singola e conta 58 seggi di cui 5 nominati dal presidente e 53 eletti.
Potere giudiziario
Ci sono diverse basi legali per l'amministrazione della giustizia: la legislazione ufficiale (costituzione e leggi promulgate), le sentenze rilevanti (regime di Common Law), la consuetudine e la legge islamica (Sharia).
La legge islamica è usata nelle corti islamiche (corti dei Cadi) e nei tribunali di distretto nelle questioni familiari (matrimoni, divorzi, eredità) relativi a cittadini di fede musulmana. La consuetudine gioca un ruolo importante nelle udienze dei consigli di villaggio e nelle questioni tra clan o relative a dispute territoriali.
La divisione in corti segue questo schema:
- corti superiori (Corte Suprema, Corte di Appello, Alta Corte, Corte Criminale Speciale)
- corti inferiori (Corti dei Magistrati, Corti dei Cadi, Tribunali di Distretto)
- corte marziale per questioni militari

### Suddivisioni amministrative
Il Gambia è suddiviso in regioni, Local Government Area (LGA), distretti, municipalità, città e villaggi.
Ci sono 5 regioni (chiamate divisioni dal 1944 al 2007 e province in precedenza) e in un distretto città (la capitale, Banjul).
Nel 2002 con il Local Government Act il paese è stato diviso in 8 "Local Government Area". Queste hanno in genere il nome della città più grande (Banjul, Kanifing, Brikama, Mansakonko, Kerewan, Kuntaur, Janjanbureh, Basse).
Ci può essere confusione perché nel linguaggio colloquiale e talvolta anche in quello formale i residenti si riferiscono alle stesse con un ampio ventaglio di termini come regioni, divisioni, aree, aree amministrative. Può capitare di sentire ancora il termine coloniale provincia o termini precoloniali come Fuladu (Terra dei Fula) o i nomi di vecchi regni come Kombo e Foni. Le 8 Local Government Area sono divise a loro volta in distretti. Il modo in cui sono divisi è cambiato nel tempo. Da 37 si è passati a 39 nel 2007 e a 43 nel 2013.

### Città principali
- Banjul
- Serekunda
- Brikama
- Farafenni
- Basse

### Istituzioni
Ordinamento scolastico
Il sistema scolastico del Gambia è basato su quello inglese. Esistono asili statali, privati e islamici, ma ufficialmente l'istruzione inizia a 7 anni e comprende 9 anni di istruzione di base (6 di scuola primaria e 3 di scuola media), seguiti da 3 anni di scuola secondaria o in alternativa di formazione professionale.
Secondo l'articolo 30 della costituzione, l'istruzione di base deve essere "libera, obbligatoria e accessibile a tutti", ma nella pratica il governo non è riuscito a renderla gratuita fino al 2013 per la scuola primaria, al 2014 per la scuola media e al 2015 per la scuola secondaria.
Ufficialmente la lingua dell'istruzione è l'inglese, ma nella pratica spesso si usa la lingua locale, soprattutto nella scuola primaria.
In parallelo al sistema scolastico laico statale esiste anche un sistema scolastico islamico. Nel paese esistono oltre 300 madrasa, nelle quali oltre alle normali materie scolastiche vengono insegnati i valori islamici e le sure del Corano a memoria. Le statistiche riportano che nel 2014 approssimativamente il 15% dei bambini ha completato i cicli scolastici obbligatori nelle madrasa.
La scuola secondaria può essere continuata in una delle 4 università del paese (la University of The Gambia fondata nel 1999, il Gambia Technical Training Institute, il Management Development Institute a Serekunda e il Gambia College a Brikama).
Sistema sanitario
Il sistema sanitario è decentralizzato e organizzato su 3 livelli:
1. 824 centri per l'assistenza di base
2. 50 strutture per le operazioni più complesse come le campagne di vaccinazione
3. 6 ospedali e un centro di ricerca (creato in collaborazione con il Medical Research Council)[28]

In aggiunta alle strutture statali esistono 55 centri gestiti da ONG.
La maggior parte delle strutture si trova nelle aree urbane e ciò significa che l'accesso alla sanità nelle aree rurali non è garantito; inoltre al 2015 tre (Low River, North Bank West e Upper River) delle otto regioni sono ancora prive di ospedali. In generale tutte le strutture lamentano carenza di personale qualificato, strumentazione medica e approvvigionamento di materiale e medicinali. Nel 2013 le strutture statali contavano appena 213 medici (1,1 ogni 10.000 abitanti).
La medicina tradizionale costituisce spesso il primo punto di contatto per una parte significativa dei cittadini, in quanto i guaritori sono molto diffusi sul territorio, più accessibili nelle aree rurali e accettano pagamenti in natura o dilazionati nel tempo, venendo incontro alle necessità dei pazienti più poveri.
Forze armate
Il Gambia si serve delle Gambia Armed Forces - costituite da esercito, marina, aviazione e guardia nazionale - per difendersi dalle minacce esterne e della National Intelligence Agency per difendersi da quelle interne. Entrambe fanno capo al presidente (che è anche ministro della difesa). L'ordine interno è invece mantenuto dalla Gambia Police Force, che fa capo al ministro dell'interno.
Nel territorio sono inoltre presenti diverse organizzazioni paramilitari (Junglers, Black Boys, Green Boys) riconducibili all'ex-presidente Jammeh.
Diverse organizzazioni internazionali hanno denunciato gravi, numerose e sistematiche violazioni dei diritti umani perpetrate dalle forze armate.

## Politica

### Dawda Jawara
Il Gambia ha raggiunto l'indipendenza il 18 febbraio 1965 con il nome di "The Gambia" come reame del Commowealth con la regina Elisabetta come capo di stato e Dawda Jawara, sostenuto dal Partito Progressista Popolare, come primo ministro a guidare un sistema parlamentare multipartitico.
In seguito a un referendum nel 1970, la costituzione è stata cambiata e il Gambia è diventato una repubblica presidenziale.
Nel 1981 Jawara ha dovuto sventare un sanguinoso tentativo di colpo di Stato con l'aiuto di truppe senegalesi.

### Yahya Jammeh
Nell'estate del 1994, un colpo di Stato ha portato al potere Yahya Jammeh, comandante militare dell'Armed Forces Provisional Ruling Council (AFPRC), che ha prima sospeso e revocato la costituzione del 1970 e che poi è stato confermato presidente alle elezioni del 1996 alla guida del partito Alleanza Patriottica per il Riorientamento e la Costruzione.
Il 16 gennaio 1997 è entrata in vigore una nuova costituzione che ha rinforzato notevolmente i poteri del Presidente, indebolendo il sistema dei pesi e contrappesi.
Jammeh è stato riconfermato alle elezioni presidenziali del 2001, del 2006 e del 2011.
Jammeh ha decretato l'uscita del Gambia dal Commonwealth nel 2013, la trasformazione in Repubblica islamica nel 2015 e l'uscita dalla Corte penale internazionale nel 2016.

### Adama Barrow
Alle elezioni presidenziali del dicembre 2016 Adama Barrow ha vinto a sorpresa. Jammeh ha accettato inizialmente la sconfitta, per poi contestare il risultato delle urne, dichiarare lo stato di emergenza e far cadere il paese in una crisi istituzionale.
Le proteste internazionali, settimane di negoziazioni e l'intervento delle truppe dell'ECOWAS, legittimato da una risoluzione del Consiglio di Sicurezza dell'ONU, hanno posto fine alla crisi senza spargimenti di sangue.
Il 21 gennaio 2017 Jammeh è stato mandato in esilio in Guinea Equatoriale e cinque giorni dopo Adama Barrow è tornato in Gambia.
Nelle sue prime dichiarazioni ha espresso la volontà di rientrare nel Commonwealth e nella Corte penale internazionale e ha decretato che il Gambia non era più una repubblica islamica.

## Economia
Il Gambia è uno dei paesi più poveri e meno sviluppati al mondo. Il Programma delle Nazioni Unite per lo sviluppo l'ha piazzato al 173º posto su 188 paesi.
In ordine di importanza i maggiori settori dell'economia sono: l'agricoltura di sussistenza; la coltivazione, la lavorazione e l'esportazione di arachidi; il turismo; le rimesse di denaro di cittadini emigrati all'estero; l'industria; il re-export attraverso il porto del paese; gli aiuti finanziari esteri.
Circa tre quarti della popolazione lavora nell'agricoltura. Questa è rimasta essenzialmente invariata e consiste in colture di sorgo e granoturco per metà delle aree coltivate, di arachidi per un altro quarto e il resto per piccole colture di sussistenza. I raccolti coprono solo metà del fabbisogno alimentare del paese. Paradossalmente le terre coltivate sono solo metà di quelle disponibili con l'altra metà che non viene sfruttata. L'allevamento e la pesca giocano un importante ruolo nello sfamare la popolazione ma contribuiscono molto poco al PIL. Un terzo della popolazione non ha un fabbisogno alimentare garantito. Secondo l'Organizzazione mondiale della sanità tra il 2014 e il 2016 oltre 200.000 persone hanno dovuto fare affidamento sugli aiuti umanitari.
Il turismo costituisce circa il 20% del PIL. È concentrato sulle spiagge lungo la costa atlantica. A causa dell'epidemia di ebola del 2014 e della crisi politica del 2017 il flusso di turisti è calato del 60%.
Nell'ambito del settore industriale, il ridotto sistema manifatturiero è costituito principalmente da industrie per la trasformazione dei prodotti agricoli.
In termini di esportazioni negli ultimi anni Cina e India hanno in gran parte rimpiazzato i paesi europei (in particolare Francia e Regno Unito) come principali mercati di destinazione.
Fino al 2011 il re-export di beni verso gli altri stati dell'Africa occidentale contribuiva per circa un terzo del PIL ma il Gambia è stato costretto a rivedere le sue politiche commerciali a causa delle pressioni dell'ECOWAS . Da allora gli introiti del re-export sono crollati. Nonostante tutto lo scambio di merci continua ad avvenire di contrabbando lungo il confine con il Senegal grazie alla carenza di controlli.
Il Gambia è anche un centro fondamentale del traffico di droga tra l'America latina e l'Europa e del traffico di diamanti dalla Liberia.
Il paese dipende dagli aiuti finanziari esteri che secondo l'UNCTAD nel 2013 hanno costituito il 13% del PIL.

## Ambiente
Lungo circa 300 km, ma largo mediamente soltanto 35 km, il Gambia è interamente circondato dal Senegal, con la sola eccezione degli 80 km di costa atlantica. Con una superficie di appena 11.295 km², è lo stato più piccolo dell'Africa continentale (poco più dell'Abruzzo e circa la metà del Galles); il territorio è interamente dominato dal fiume Gambia. Il paese è talmente pianeggiante che il fiume Gambia perde meno di 10 m di quota su un percorso di oltre 450 km fra il confine orientale e Banjul, la capitale, situata alla foce del fiume.
La vegetazione è determinata in gran parte dalla vicinanza alla costa e dalla presenza del fiume Gambia, sulle cui rive crescono boschi di mangrovie nelle zone saline e fitte foreste a volta più a monte. Il Gambia si trova nel Sahel meridionale, motivo per cui, nelle zone più distanti dal fiume, la vegetazione è formata essenzialmente da praterie aride e da savana aperta, con pochi alberi sparsi.
Il Gambia non richiama i turisti con grandi mammiferi, sebbene talvolta nei parchi nazionali si possano avvistare facoceri, varie specie di antilopi, scimmie, ippopotami e coccodrilli. Se il paese non può vantare imponenti elefanti o rinoceronti, in fatto di volatili batte la maggior parte delle altre nazioni. Sono state registrate oltre 560 specie, tra cui molti uccelli migratori che utilizzano la costa come rotta di passaggio tra l'Europa e i tropici. Di particolare interesse per gli ornitologi sono i guardiani dei coccodrilli, i gruccioni coda di rondine, i gruccioni dalla gola rossa, le ghiandaie dell'Abissinia, i beccaccini e le civette di Pel. Località ideali per il birdwatching sono tutte le aree protette dei parchi nazionali, ma anche zone di impatto più modesto, come i giardini degli alberghi di Kololi, Gonjur e Kartong, i bacini delle acque di scolo di Kotu e gli acquitrini di Banjul. Nell'entroterra, Georgetown e Basse Santa Su offrono buone possibilità di osservazione.
Il Gambia ha sei parchi e riserve nazionali, che coprono il 3,7% del territorio nazionale. Sono tutti aperti al pubblico, fatta eccezione per il Gambia River National Park. La Abuko Nature Reserve è un tratto di foresta a volta, mentre il Kiang West National Park protegge diversi habitat naturali, tra cui mangrovie, paludi e foreste. La Baobolong Wetland Reserve si estende a nord del Fiume Gambia, mentre il Niumi National Park e la Tanji River Bird Reserve si trovano sulla costa e comprendono dune sabbiose, lagune, boschi e macchia costiera. Sono inoltre stati istituiti diversi parchi forestali per assicurare una fonte rinnovabile di legname. Il Bijilo Forest Park è particolarmente conosciuto, soprattutto come riserva naturale e come località adatta al birdwatching. Il Kunkiling e il Dobo Forest Park, nell'entroterra, sono amministrati dal Central Division Forestry Project di Georgetown e rappresentano un esempio interessante di progetto di tutela ambientale con il coinvolgimento delle comunità locali.
I principali problemi ambientali cui deve far fronte il Gambia sono la pesca di frodo, la deforestazione e l'erosione costiera. Causata in prevalenza dall'estrazione illegale di sabbia, l'erosione aveva raggiunto livelli tali che le ampie spiagge sabbiose della costa atlantica avevano letteralmente cominciato a scomparire. Un intervento di recupero (costato 20 milioni di dollari) con l'impiego di tecnologie olandesi per trattenere vicino alla costa la sabbia trasportata dalle maree ha alleviato temporaneamente il problema. Tuttavia, l'estrazione della sabbia è proseguita senza sosta, tanto che a distanza di pochi anni dalla «ricostruzione», le spiagge hanno ripreso a regredire a un ritmo sostenuto. Nell'entroterra è la deforestazione a costituire il problema maggiore. I boschi vengono abbattuti per soddisfare la crescente domanda di terreni agricoli, ma anche per ricavarne legna da ardere e carbone, buona parte del quale viene impiegato per l'affumicatura del pesce (frutto della pesca di frodo). Su più ampia scala, le foreste vengono abbattute per lasciare posto a coltivazioni redditizie, in particolare alle piantagioni di arachidi. Il Central Division Forestry Project (CDFP) cerca di affrontare il problema attraverso progetti di sensibilizzazione che coinvolgono direttamente la popolazione locale nell'impegno per la tutela ambientale, per esempio tramite il reclutamento di guide turistiche.

## Cultura

### Patrimoni dell'umanità
Alcuni siti del Gambia sono stati iscritti nella Lista dei patrimoni dell'umanità dell'UNESCO.
Di questi, il più importante è costituito dai cerchi megalitici del Senegambia, condivisi con il confinante Senegal e descritti dall'UNESCO come "la più grande concentrazione di circoli megalitici del mondo".

### Produzione letteraria
In ambito di una produzione letteraria possiamo ricordare la figura di Lenrie Peters. Tra i romanzi possiamo ricordare Reading the Ceiling (2007) dello scrittore gambiano Dayo Forster.

### Musica
In ambito musicale,tra il XX e il XXI secolo spicca Jaliba Kuyateh, che ha ottenuto diversi riconoscimenti internazionali. Nel XXI secolo si è distinto Yusupha Ngum.

### Cinema
In ambito cinematografico possiamo ricordare Prince Bubacarr Aminata Sankanu e Ibrahim Ceesay il cui film Hand of Fate è basato sulla questione dei diritti umani, sul matrimonio precoce e lo sviluppo in tal senso delle ragazze, e ha ottenuto vari riconoscimenti, tra cui Miglior film indigeno a Nollywood e agli African Film Critics Awards (gli Oscar africani), nel 2013.

## Sport

### Pallacanestro
Il Gambia ha una Nazionale di pallacanestro che nel 1978 ha raggiunto la nona posizione nel campionato africano per nazioni.

### Calcio
La Nazionale di calcio del Gambia ha partecipato per la prima volta alla fase finale della Coppa delle nazioni africane 2021 che si è disputata nel 2022 in Camerun dopo aver conquistato una storica qualificazione battendo in casa l'Angola per 1-0. Nella competizione vince 1-0 contro la Mauritania, pareggia 1-1 contro il Mali e vince a sorpresa 1-0 contro la Tunisia grazie a un gol al 94' minuto. Agli ottavi vince ancora, contro la Guinea per 1-0, ma al turno successivo perde 0-2 contro il Camerun e viene eliminato.

## Ricorrenza nazionale
- 18 febbraio: Independence Day: si celebra l'indipendenza dal Regno Unito, avvenuta nel 1965.